# Jan Kiszka
Jan Kiszka herbu Dąbrowa (ur. ok. 1552 roku, zm. 9 lipca 1592 roku) – starosta generalny żmudzki, kasztelan wileński i wojewoda brzeskolitewski, starosta brzeskolitewski, litewski magnat, polityk i propagator ruchu braci polskich w Rzeczypospolitej Obojga Narodów.

## Życiorys
Był synem magnata-wojewody witebskiego Stanisława Kiszki i księżnej Anny z Radziwiłłów. Po śmierci ojca w 1554 odziedziczył ogromny majątek (ponad 70 miast i 400 wsi).
Jego matka, początkowo wyznająca kalwinizm, ok. roku 1563 stała się gorliwą wyznawczynią unitarianizmu i energicznie propagowała go w swoich posiadłościach, wypędzając duchownych innych wyznań i zastępując ich kaznodziejami z ruchu braci polskich. Jan, wcześnie osierocony przez ojca, był wychowywany przez matkę w duchu doktryny braci polskich. Na dalszą naukę wyjechał do protestanckiej Bazylei (gdzie zaprzyjaźnił się z humanistą Celio Secundo Curione), a następnie do Zurychu. Po podróżach do Włoch, Francji i Hiszpanii, wrócił do Polski, gdzie zaczął zarządzać swoimi majątkami ziemskimi.
Jako krajczy wielki litewski podpisał akt unii lubelskiej w 1569 r.
Pomógł królowi Stefanowi Batoremu podczas wojny z Rosją, dostarczając mu 500 żołnierzy i dowodząc nimi osobiście. Za tę pomoc otrzymał w 1579 rangę senatora. Wykorzystał tę funkcję głosząc konieczność tolerancji religijnej w Rzeczypospolitej. Kolejny król Zygmunt III Waza uczynił go w 1587 kasztelanem wileńskim i w 1589 wojewodą brzeskim. W 1589 roku był sygnatariuszem ratyfikacji traktatu bytomsko-będzińskiego na sejmie pacyfikacyjnym.
Pod wpływem wybitnego propagatora ruchu braci polskich – Piotra z Goniądza (który działał głównie w należącym do Kiszki Węgrowie), Jan Kiszka zaczął usuwać kalwińskich pastorów i zastępować ich braćmi polskimi. Prowadził też akcję misyjną wśród własnych chłopów pańszczyźnianych, nie dając im jednak (wbrew zaleceniom braci polskich) wolności. Drobna szlachta z Litwy chętnie przyjmowała nauki braci polskich i na jej użytek Kiszka w 1570 ufundował ariańską drukarnię w Węgrowie, gdzie wydrukowano traktat Piotra z Goniądza O Synu Bożym. Następnie drukarnię przeniesiono do Łoska, gdzie opublikowano tłumaczenie Nowego Testamentu na język polski. Do najważniejszych, założonych przez Kiszkę ośrodków braci polskich należały: Węgrów, Iwie, Łosk, Lubcz, Nowogródek i Kiejdany.
Kiszka sprzeciwiał się jednak radykalnym poglądom braci polskich, takim jak pacyfizm chrześcijański, wspólnota dóbr i zakaz piastowania urzędów. Był także przeciwny sympatiom dla judaizmu ze strony części braci polskich. Z tego powodu wygnał Piotra z Goniądza i Szymona Budnego oraz ich zwolenników, a także nakazał spalenie ich pism. Niepokoił się także różnicami doktrynalnymi między litewskimi i polskimi wspólnotami braci polskich i starał się je załagodzić podczas synodu w Iwach.
W 1575 Kiszka ożenił się z katoliczką – księżną Elżbietą Ostrogską (córką księcia Konstantego Wasyla Ostrogskiego, stryjeczną siostrą Elżbiety Halszki Ostrogskiej), jednak to małżeństwo pozostało bezdzietne. Po śmierci Jana Kiszki, jego wdowa wyszła ponownie za mąż za księcia Krzysztofa Radziwiłła „Pioruna”, który jako gorliwy wyznawca kalwinizmu, przekazał wszystkie zbory ariańskie pastorom kalwińskim. Od 1607 brat Kiszki – Stanisław przyjął katolicyzm i rozpoczął rekatolicyzację w swoich majątkach. Do roku 1658, kiedy Sejm nakazał wygnanie braci polskich, w majątkach Kiszków przetrwały tylko niewielkie grupy wspólnoty.